# Центрофужен модул
Центрофужният модул (на английски: Centrifuge Accommodations Module) е анулиран модул на Международната космическа станция, който би предоставил контролирани нива на гравитационно ускорение за експерименти от порядъка на 0,01 – 2 g.
НАСА и Японската агенция за аерокосмически изследвания се договарят японците да построят модула и инженерно негово копие за НАСА, а впоследствие НАСА да изведе на станцията Кибо безплатно. Модулът са изградени до голяма степен, като се предвижда да бъде скачен с възела Хармъни на станцията, но през 2005 година центрофужният модул е анулирани поради високия бюджет на станцията и проблеми с разписанието на полетите на космическата совалка.
Модулът е изложен в Космическия център Цукуба в Япония.